# 二神武
二神 武（ふたがみ たけし、1901年8月2日 - 1985年11月27日）は、大正から昭和時代の野球選手、野球指導者。立教大学野球部の黎明期に活躍し、飛田穂洲の指導の下で野球部の四大学野球連盟（現・東京六大学野球連盟）への加入を提案し、実現した立役者。第1回都市対抗野球でも優勝チームのメンバーとして活躍した。東京出身。

## 人物・経歴
1901年（明治34年）8月2日、二神駿吉（衆議院議員、実業家）の次男として生まれる。愛知県名古屋市の明倫中学校（現・愛知県立明和高等学校）出身。中学時代から俊足であった。
立教大学に入学し、野球部に所属。立教大学野球部は早稲田大学野球部監督だった飛田穂洲の指導を受けながらチーム力をつける。飛田の影響もあり、四大学野球連盟（現・東京六大学野球連盟）に立教大学も加わることを提案する。飛田の尽力の下、1921年（大正10年）に、立教大学は四大学野球連盟に加盟し、翌年春から正式に加盟となる。
1925年（大正14年）、立教大学商学部を卒業。
右腕投手の竹中二郎と捕手の太田清一郎のバッテリーの活躍で、早稲田や慶應にも勝利するが、二神は外野手（センター）としてプレーした。
大学卒業後は、大阪毎日新聞に勤めた後、南満州鉄道に入社し、野球も続けた。
1927年（昭和2年）、東京日日新聞（現・毎日新聞社）によって、第1回全日本都市対抗野球大会が始まると、大連市・満州倶楽部（大連満鉄クラブ）の外野手として活躍し、チームを優勝に導いた。試合の内訳として、1回戦を京城市の竜山鉄道局に8対7で勝利すると、続く2回戦を名古屋市の名古屋鉄道局に6対1、準決勝を札幌市のワゴナーに16対2と勝利し、決勝では大阪市の全大阪に3対0で勝利し優勝を飾った。
戦後、東京六大学野球連盟理事も務めた。
母校である立教大学校友会（当時・同窓会）の常任理事、幹事も務めた。音楽にも堪能で、特にピアノが熟達していた。